# Choam Khsant
Huyện Choam Khsant là một huyện nằm ở tỉnh Preah Vihear, bắc Campuchia. Huyện lỵ là thị xã Cheom Ksan gần biên giới với Thái Lan. Đền Preah Vihear nằm ở huyện này.
Bản mẫu:PreahVihearProvince